# Walter James (4e baron Northbourne)
Pour les articles homonymes, voir Walter James.
Walter Ernest Christopher James, 4e baron Northbourne, né à Kensington le 18 janvier 1896 et mort le 17 juin 1982 à Dover, est un agronome, traducteur, auteur (signant Lord Northbourne) et rameur britannique qui a participé aux Jeux olympiques d'été de 1920 à Anvers.

## Biographie
Walter James est le fils de Walter John James, 3e baron Northbourne, et de son épouse Laura Gwennlian (née Rice). Il fait ses études à l'Université d'Oxford où il se spécialise en agronomie et devient un rameur accompli. En 1920 et 1921, il est membre de l'équipage d'Oxford dans The Boat Race. Il est également rameur de l'équipe de huit en pointe avec barreur qui remporte la médaille d'argent pour la Grande-Bretagne à l'aviron aux Jeux olympiques de 1920 d'Anvers,  manquant la médaille d'or avec  moins d'une demi-longueur. 
Lord Northbourne épouse Katherine Louise, fille de George Augustus Nickerson, en 1925. Elle meurt en 1980. Lord Northbourne meurt deux ans plus tard, en juin 1982, à l'âge de 86 ans. Son fils Christopher lui succède.

## Agriculture et pérennialisme
Lord Northbourne applique les théories de l'agriculture  de Rudolf Steiner au domaine familial du Kent. En 1939, il se rend en Suisse pour rencontrer le principal représentant de l'agriculture biodynamique, le Dr Ehrenfried Pfeiffer. À la suite de cette rencontre, il accueille dans sa ferme du Kent l'école d'été et la conférence de Betteshanger ; c'est la première conférence sur l'agriculture biodynamique  en Grande-Bretagne. Northbourne est à l'origine du terme d'« agriculture biologique », à partir du concept de « la ferme en tant qu'organisme » . En 1940, il publie Look to the Land, qui suscite de nombreuses discussions sur l'agriculture biologique. 
Après avoir lu l'ouvrage, le philosophe et auteur Marco Pallis contacte Lord Northbourne et l'introduit aux écrits des auteurs pérennialistes. Lord Northbourne intègre cette philosophie dans ses propres écrits : Religion in the Modern World (1963) et Looking Back on Progress (1970), ainsi que dans sa vie. Il correspond avec nombre d'écrivains parmi les plus éminents de cette école, ainsi qu'avec  Thomas Merton. Il contribue également à la revue trimestrielle Studies in Comparative Religion, qui traite du symbolisme religieux et de la perspective pérennialiste.
Lord Northbourne traduit en anglais plusieurs œuvres d'auteurs pérennialiste, notamment Le Règne de la Quantité et les Signes des Temps  de René Guénon, Regards sur les mondes anciens de Frithjof Schuon, et Principes et méthodes de l'art sacré  de Titus Burckhardt.

## Ouvrages

### Essais
- (en) Look to the Land, J.M. Dent, 1940 (OCLC 2301233).
- (en) Religion in the Modern World, J.M. Dent, 1963 (OCLC 1961269).
- (en) Looking Back on Progress, Perennial Books, 1970 (OCLC 2895764).

### Compilation d'écrits de Lord Northbourne
- (en) Of the Land and the Spirit : the essential Lord Northbourne on ecology and religion : including correspondence with Thomas Merton  (préf. Wendell Berry), édité par Christopher James 5e Baron Northbourne et Joseph A. Fitzgerald, World Wisdom, 2008, 2008, 249 p. (ISBN 978-1-933316-61-1, OCLC 221149756, présentation en ligne).